# Marsden Hartley

Jesienny kolor, ok. 1910, Metropolitan Museum of Art

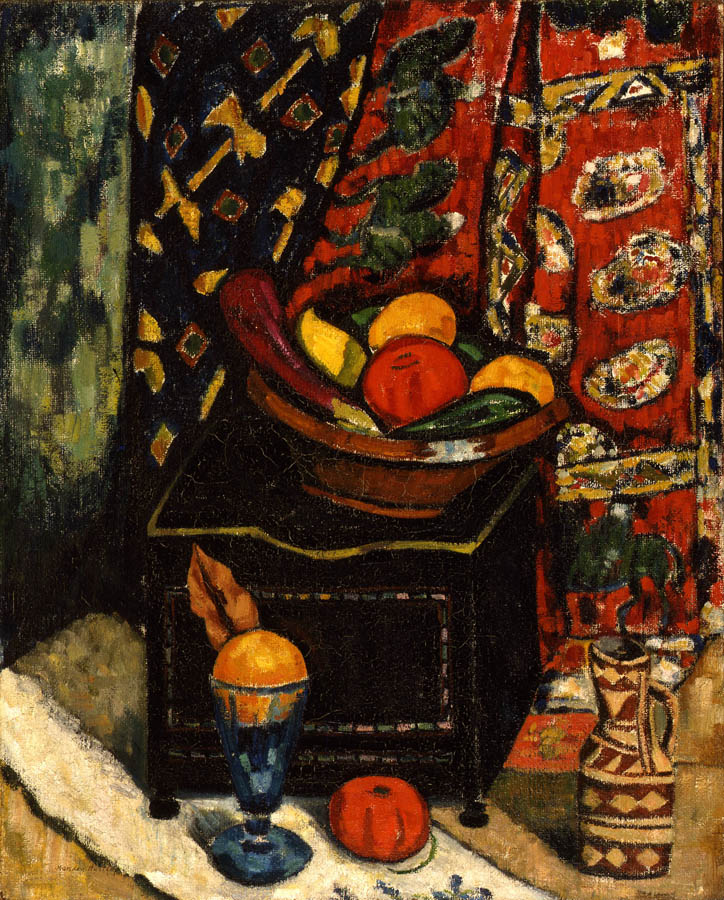
Martwa natura nr 1, 1912, Columbus Museum of Art

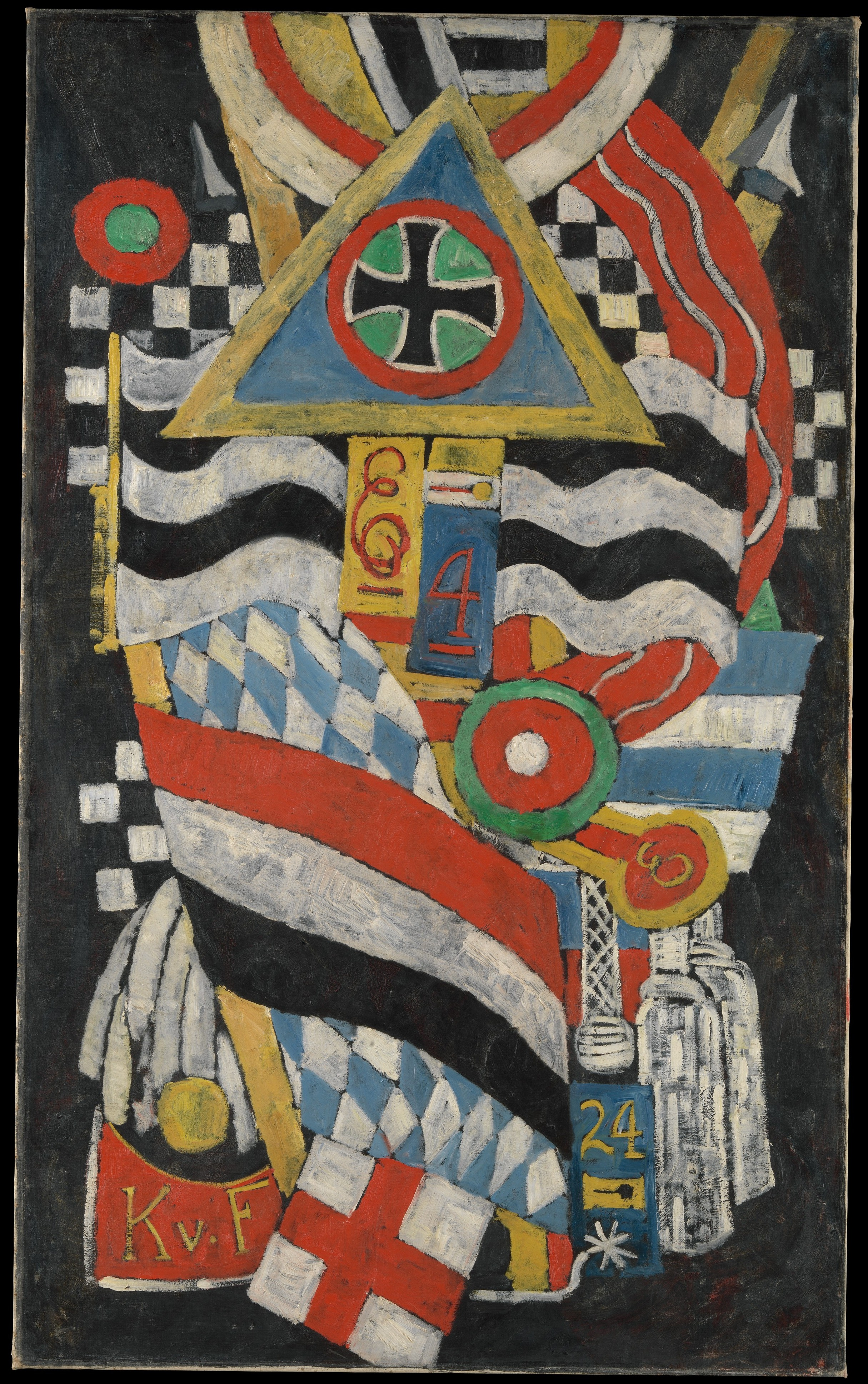
Portret niemieckiego oficera, 1914, Metropolitan Museum of Art

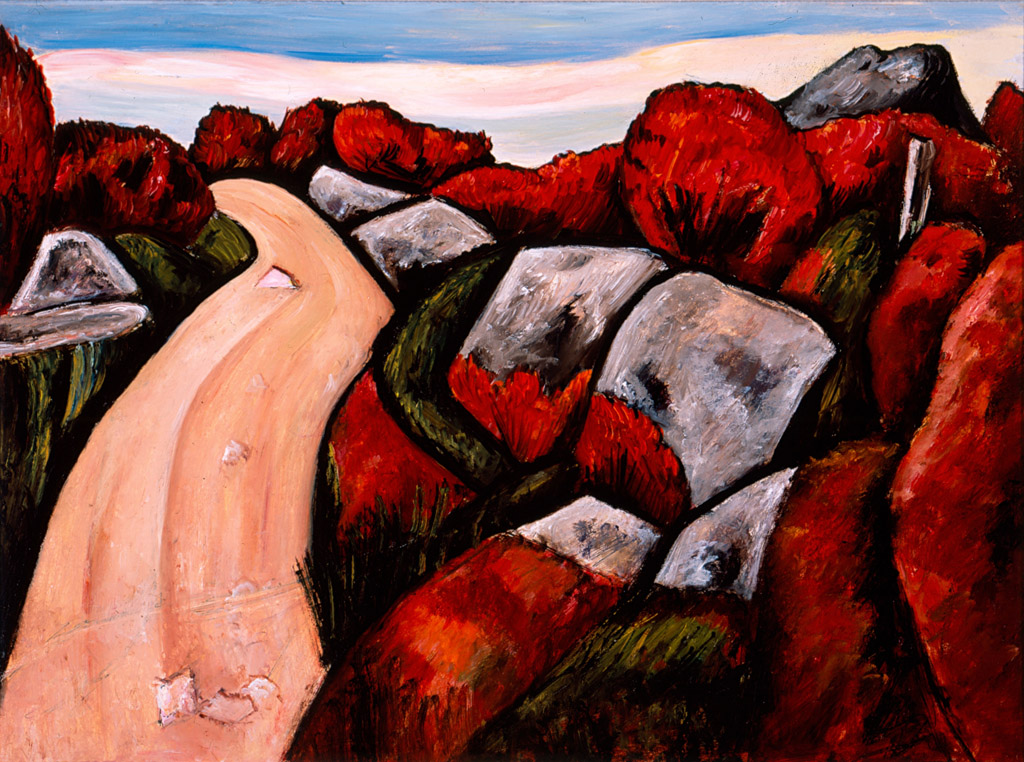
Blueberry Highway, Dogtown, 1931, High Museum of Art

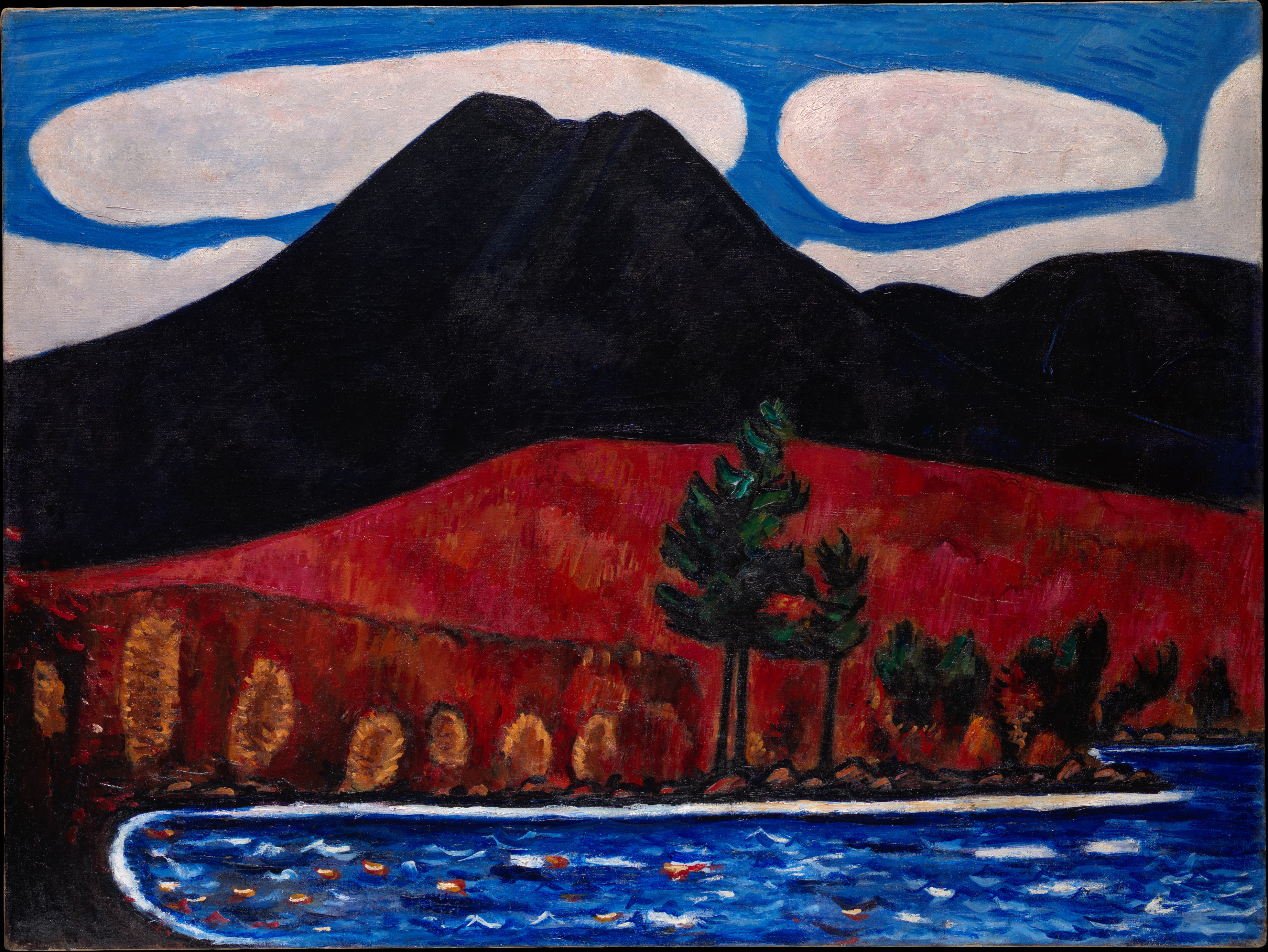
Mt. Katahdin (Maine), jesień #2, 1939–40, Metropolitan Museum of Art

Marsden Hartley (ur. jako Edmund Hartley 4 stycznia 1877 w Lewiston, zm. 2 września 1943 w Ellsworth) – amerykański malarz modernistyczny, wylansowany przez Alfreda Stieglitza, najbardziej znany ze swoich wczesnych, abstrakcyjnych obrazów, namalowanych w Niemczech, pejzaży przedstawiających południowo-zachodnie Stany Zjednoczone i martwych natur, a także z późnych, sugestywnych pejzaży stanu Maine, uważanych za jego znaczący wkład w rozwój nowoczesnego amerykańskiego malarstwa.

## Życiorys

### Okres edukacji. Początek działalności artystycznej
Edmund Hartley urodził się w Lewiston w stanie Maine, gdzie jego ojciec, imigrant z Anglii, miał zakład włókienniczy. Kiedy miał osiem lat zmarła jego matka. Jej śmierć stała się dla niego ciężkim doświadczeniem, które odcisnęło piętno na jego dalszym życiu. Rodzina Hartleyów składająca się z dziewięciorga dzieci uległa rozbiciu. Cztery lata później jego ojciec ożenił się z Marthą Marsden i wyjechał wraz z nią do Cleveland. Młody Edmund tymczasem pozostał w Maine w stanie Maine, gdzie mieszkał ze swoją starszą siostrą. W 1893 roku postanowił dołączyć do ojca i macochy w Cleveland. Rozpoczął naukę w Cleveland School of Art, gdzie zapoznał się z esejami Ralpha Walda Emersona, które wywarły silny wpływ na rozwój artystyczny.
W 1899 roku wyjechał z Cleveland po otrzymaniu stypendium, dzięki któremu mógł sfinansować pięć lat studiów w Nowym Jorku. W latach 1899–1900 uczestniczył w zajęciach w New York School of Art założonej przez Williama Merritta Chase’a. W latach 1900–1904 kontynuował naukę w National Academy of Design, a w sezonach letnich malował pejzaże rodzinnego stanu. Podczas studiów poznał przyszłych modernistów, Abrahama Walkowitza i Maurice’a Sterne’a. W tym czasie po raz pierwszy zetknął się z europejskim modernizmem, w tym z pracami i techniką malarską Giovanniego Segantiniego. W 1906 roku powrócił do Lewiston i wówczas postanowił przyjąć jako drugie imię nazwisko panieńskie macochy. Od tej chwili zaczął być znany jako Edmund Marsden Hartley (od 1908 roku używał skróconej formy – Marsden Hartley). Kolejne lata spędził w społeczności religijnej Green Acre w Eliot, w stanie Maine, fascynując się spirytyzmem i mistycyzmem. Fascynacje te, jak również zainteresowanie twórczością amerykańskich tonalistów George’a Innessa i Johna Henry’ego Twachtmana, sprawiły, iż w jego ówczesnych pejzażach pojawiły się wątki symbolistyczne. Gdy w 1909 roku powrócił do Nowego Jorku, jego pejzaże zwróciły uwagę fotografa i właściciela galerii, Alfreda Stieglitza, który zaproponował mu pierwszą indywidualną wystawę w swojej 291 Gallery. Hartley wystawił na niej swoje tętniące życiem pejzaże, których motywem były wzgórza zachodniej części jego rodzinnego stanu; jednym z tych pejzaży było płótno Cisza w samo południe – przesilenie letnie, namalowane w latach 1907–1908. Dzięki tej wystawie Hartley nawiązał kontakty z amerykańskimi modernistami, skupionymi wokół Stieglitza: Charlesem Demuthem, Arthurem Dove, Johnem Marinem, Georgią O’Keeffe i Paulem Strandem. Kilka miesięcy później zetknął się z obrazami Alberta Pinkhama Rydera, które głęboko go poruszyły, wywierając stylistyczny wpływ na jego twórczość. Jego obrazy stały się mroczne, bardziej wyraziste i abstrakcyjne od strony formalnej, a paleta ciemniejsza i monochromatyczna. Wyrazem tych tendencji była seria Ciemne pejzaże 1909–10, ukazująca przypominające ściany czarne góry, przytłaczające kruche domostwa. W 1911 roku Hartley po raz pierwszy zetknął się z obrazami Paula Cézanne’a, kiedy Stieglitz zorganizował pośmiertną wystawę jego prac w swej galerii. Hartley postanowił wówczas wyjechać do Europy, aby bliżej zapoznać się z europejskim modernizmem.

### Wyjazd do Europy
Dzięki znajomościom i funduszom zapewnionym przez Stieglitza Hartley w 1912 roku po raz pierwszy wyjechał do Europy. Zatrzymał się w Paryżu, gdzie odwiedzał atelier Gertrude Stein, znane z wystawiania najnowszych prac europejskiego modernizmu. Związał się z awangardowym kręgiem paryskiej sceny artystycznej uczestnicząc w paryskich wystawach modernistycznych. Zaprzyjaźnił się z Arthurem Beecherem Carlesem, Robertem Delaunayem, Charlesem Demuthem, Alfredem Maurerem i Edwardem Steichenem. Poznał również artystów niemieckich, w tym rzeźbiarza Arnolda Rönnenbecka i jego kuzyna, porucznika Karla von Freyburga. Niemcy wywarły wrażenie na Hartleyu, więc w 1913 roku postanowił przenieść się do Berlina.
Osiem jego prac powstałych w tym okresie zostało zaprezentowanych na wystawie sztuki nowoczesnej Armory Show w Nowym Jorku. Były wśród nich dwie natury (w tym Martwa natura nr 1) oraz sześć rysunków. Wszystkie one świadczyły, iż ich autor interesował się podczas pobytu w Niemczech i we Francji kubizmem i ekspresjonizmem.
Hartley spędził w Berlinie dwa lata, a jego dzieła zostały dobrze przyjęte przez niemiecką publiczność. Jako jeden z niewielu Amerykanów został zaproszony do wystawienia swoich prac na największej berlińskiej wystawie sztuki awangardowej Erster deutscher Herbstsalon, jego prace włączono ponadto do prestiżowej wystawy Münchener Graphik-Verlag. Hartley pozostał w Niemczech do grudnia 1915 roku. W tym czasie w związku ze wzrostem napięć spowodowanych I wojną światową zmuszony był powrócić do Nowego Jorku.

### Powrót do Stanów Zjednoczonych
Gdy powrócił do Stanów Zjednoczonych, zmarła jego macocha. Pobyt w Niemczech sprawił, iż jego obrazy, inspirowane niemieckimi motywami były niechętnie przyjmowane przez amerykańską publiczność. W poszukiwaniu nowych inspiracji artystycznych powrócił na krótko do rodzinnego Maine, po czym zdecydował się spędzić lato 1916 roku w Provincetown w stanie Massachusetts. Uwagę swą skupił na typowych dla tego stanu motywach, czego rezultatem były abstrakcyjne widoki żaglowców i domów Nowej Anglii, a także wyrafinowane scenerie kwiatowe i martwe natury. Pragnąc zmienić otoczenie w 1918 roku przeniósł się do Nowego Meksyku, gdzie uwagę jego przyciągnął naturalny pejzaż miast Taos i Santa Fe oraz kultura Indian. W ciągu 18 miesięcy spędzonych na południowym zachodzie jego ulubiona techniką malarską stał się pastel. 

### Ponowny wyjazd do Europy
Większość lat 20. Hartley spędził w Berlinie i we Francji, gdzie kontynuował malowanie pejzazy inspirowanych naturalnym krajobrazem Nowego Meksyku. W tym czasie intensywnie interesował się twórczością Paula Cézanne’a; spędził dwa lata w rodzinnym mieście artysty, Aix-en-Provence, studiując i malując górzyste motywy okolic tego miasta.

### Powrót do Stanów Zjednoczonych
W 1930 roku, w początkach wielkiego kryzysu Hartley powrócił do Stanów Zjednoczonych. Rok później w jego sztuce nastąpił kolejny zwrot. Podczas wizyty w Gloucester w stanie Massachusetts natknął się na jałowy krajobraz Dogtown, opuszczonego, XVIII-wiecznego miasta. Jego namalowane wówczas obrazy zostały dobrze przyjęte  przez amerykańską publiczność. 

### Wyjazd do Meksyku i do Niemiec
W 1931 roku wziął udział w podróży do miasta Cuernavaca w Meksyku sfinansowanej przez Solomona Roberta Guggenheima. W kolejnym roku w Galerii de la Escuela Central de Artes Plasticas w Meksyku odbyła się indywidualna wystawa jego twórczości. W 1933 roku opuścił Meksyk udając się do Niemiec. Podczas tej wyprawy wywarły na nim wrażenie Alpy Bawarskie. Zajął się szczegółowym eksplorowaniem górskiego terenu w rysunkach wykonanych ołówkiem srebrnym oraz w pastelach.

### Powrót do Stanów Zjednoczonych
Hartley powrócił z Niemiec w 1934 roku. Pracował krótko w kierownictwie Public Works of Art Project, ale po miesiącu zrezygnował z tej posady. Kolejne dwa lata spędził w Nowej Szkocji wraz z Masonami, francusko-kanadyjską rodziną rybaków. W tym czasie nawiązał bliższy kontakt z ich dwoma synami. Ich tragiczne utonięcie w 1936 roku bardzo go poruszyło stając się inspiracją do stworzenia serii portretów przedstawiających rodzinę, powszechnie uważanych za jego najbardziej poruszające dzieła, głęboko nacechowane emocjonalnymi podtekstami miłości i bólu straty. Ostatnie lata swojego życia Hartley spędził w Maine. Na początku 1939 roku powrócił do inspiracji Cézanne’m i jego znanych przedstawień góry Sainte-Victoire koło Aix-en-Provence. Idąc za jego przykładem namalował wówczas serię obrazów, w których głównym motywem stała się góra Mount Katahdin w Maine. W latach 1940–1941 stworzył serię obrazów, w których ukazał atletycznie zbudowanych mężczyzn, jak w Madawaska–Acadian Light-Heavy (1940), do którego pozował mu jego faworyzowany model, francusko-kanadyjski bokser wagi półciężkiej. Hartley podziwiał jego muskulaturę, ukazując w sposób przesadny jego anatomię i podkreślając witalność postaci poprzez umieszczenie jej na czerwonym tle. Innym jego obrazem tego typu był Canuck Yankee Lumberjack at Old Orchard Beach, Maine (1940–1941), przedstawiający drwala z Old Orchard Beach. Ukazane w wyrafinowany, zmysłowy sposób sylwetki mężczyzn, przywołują na myśl wiersze Walta Whitmana, które Hartley również podziwiał. Jego obrazy z męskimi postaciami odniosły wielki sukces. Ówcześni krytycy doceniali je za ich jędrną męskość rozmyślnie ignorując ich kontrowersyjne, homoseksualne podteksty. W 1940 roku Hartley opublikował tom poezji Androscoggin, a rok później – Sea Burial. W 1942 roku otrzymał nagrodę Fourth Painting Purchase za wystawę Artists for Victory w Metropolitan Museum of Art. Zmarł w Ellsworth 2 września 1943 roku na niewydolność serca.

## Zbiory
Prace Marsdena Hartleya znajdują się w kolekcjach głównych amerykańskich muzeów sztuki, w tym: Addison Gallery of American Art, Albright-Knox Art Gallery, Amon Carter Museum of American Art, Art Institute of Chicago, Baltimore Museum of Art, Brooklyn Museum, Butler Institute of American Art, Carnegie Museum of Art, Cincinnati Art Museum, Cleveland Museum of Art, Columbus Museum of Art, Dallas Museum of Art, Hirshhorn Museum and Sculpture Garden, Los Angeles County Museum of Art, McNay Art Museum, Memorial Art Gallery, Metropolitan Museum of Art, Minneapolis Institute of Art, Munson-Williams-Proctor Arts Institute, Museum of Fine Arts w Bostonie, National Gallery of Art, Nelson-Atkins Museum of Art, Pennsylvania Academy of the Fine Arts, Philadelphia Museum of Art, Phillips Collection, Smithsonian American Art Museum and the Renwick Gallery, Toledo Museum of Art, Wadsworth Atheneum, Weisman Art Museum, Whitney Museum of American Art, Yale University Art Gallery i wielu innych.